# 卞荣卿旧居
卞荣卿旧居是天津著名实业家、天津八大家之一卞家的后人卞荣卿在天津的旧居，始建于1930年，坐落于当时的天津英租界的香港道（Hong Kong Road）（今和平区睦南道79号），该建筑目前是天津市文物保护单位和重点保护等级历史风貌建筑，并作为天津五大道近代建筑群的重要组成部分，被中华人民共和国国务院批准为全国重点文物保护单位。现为中国人民解放军天津警备区第二幼儿园。

## 建筑
卞荣卿旧居东抵河北路，南临马场道，西临桂林路，北沿睦南道，建筑面积为3280平方米。该建筑为砖木混合结构四层楼房，外立面为硫缸砖清水墙，顶部出檐，设有缓坡瓦顶。建筑正立面两侧前凸，各自设有一个方形阳台。建筑二层的中部设有一排半圆曲线形阳台，阳台正门的上部设有欧式山花，两侧设有绞绳式立柱。是一座具有典型的西班牙建筑风格的西式建筑。

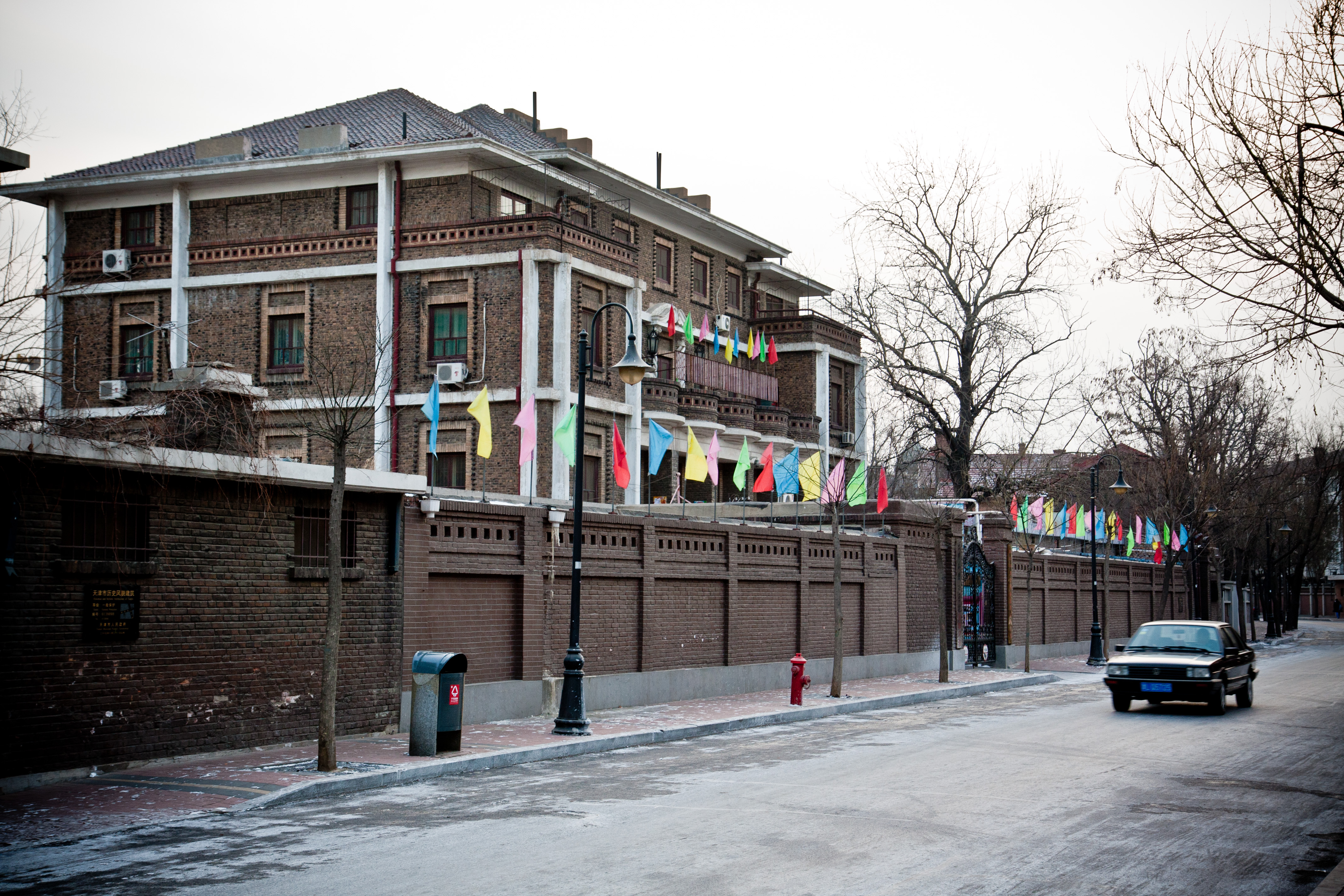
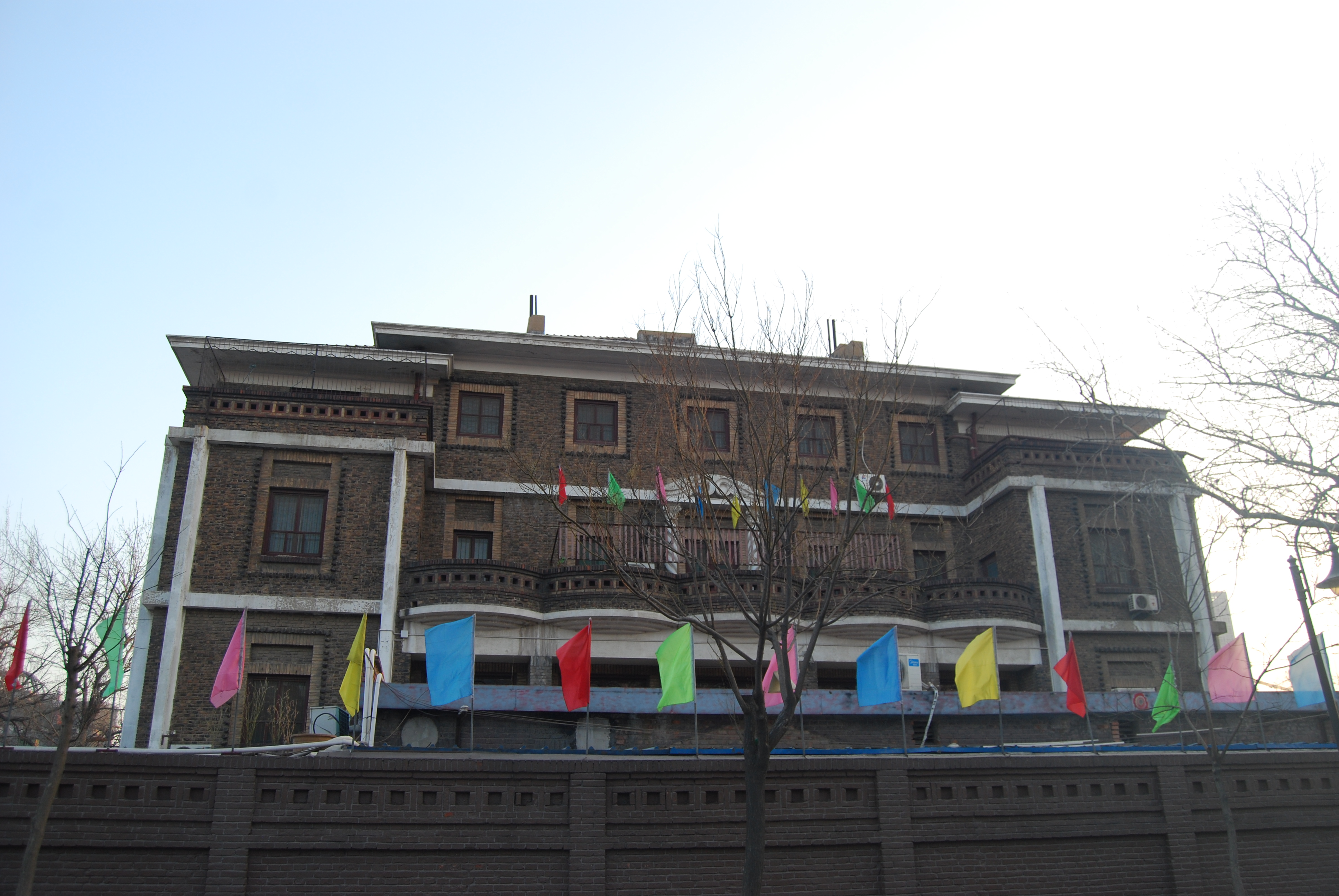